# Puszczyki
Puszczyki (Striginae) – podrodzina ptaków z rodziny puszczykowatych (Strigidae).

## Zasięg występowania
Podrodzina obejmuje gatunki występujące na całym świecie (oprócz Antarktydy).

## Systematyka
Do podrodziny należą następujące rodzaje:
- Otus Pennant, 1769
- Ptilopsis Kaup, 1848
- Asio Brisson, 1760
- Psiloscops Coues, 1899 – jedynym przedstawicielem jest Psiloscops flammeolus (Kaup, 1852) – sosnolub – takson wyodrębniony z Megascops[4][5]
- Gymnasio Bonaparte, 1854 – jedynym przedstawicielem jest Gymnasio nudipes (Daudin, 1800) – bosonóg
- Megascops Kaup, 1848
- Lophostrix Lesson, 1836 – jedynym przedstawicielem jest Lophostrix cristata (Daudin, 1800) – puchaczyk czubaty
- Pulsatrix Kaup, 1848
- Strix Linnaeus, 1758
- Jubula G.L. Bates, 1929 – jedynym przedstawicielem jest Jubula lettii (Büttikofer, 1889) – puchaczyk grzywiasty
- Bubo Duméril, 1805

### Obecnie wymarłe
- Grallistrix – 4 gatunki (wymarły około 1000 roku) – Hawaje
- Ornimegalonyx – 1 lub 2 gatunki (wymarły około 10 000 lat temu) – Kuba

### Rodzaje kopalne
- Mioglaux – (późny oligocen? – wczesny miocen, centralna Europa)
- Intutula – (wczesny i środkowy miocen, centralna Europa)